# Parc national des gorges Windjana
Le parc national de Windjana Gorge (en anglais : Windjana Gorge National Park) est un parc national australien situé en Australie-Occidentale, à 1 855 km au nord-est de Perth, la capitale de l'État, à 355 km à l'est de Broome et à 145 km à l'est de Derby. Créé en 1971 et couvrant une superficie de 20,5 km2, il est ouvert durant la saison sèche, généralement d'avril à novembre. En effet, la Lennard River ne coule que pendant la saison des pluies et est à sec avec simplement quelques étangs en saison sèche.

## Situation

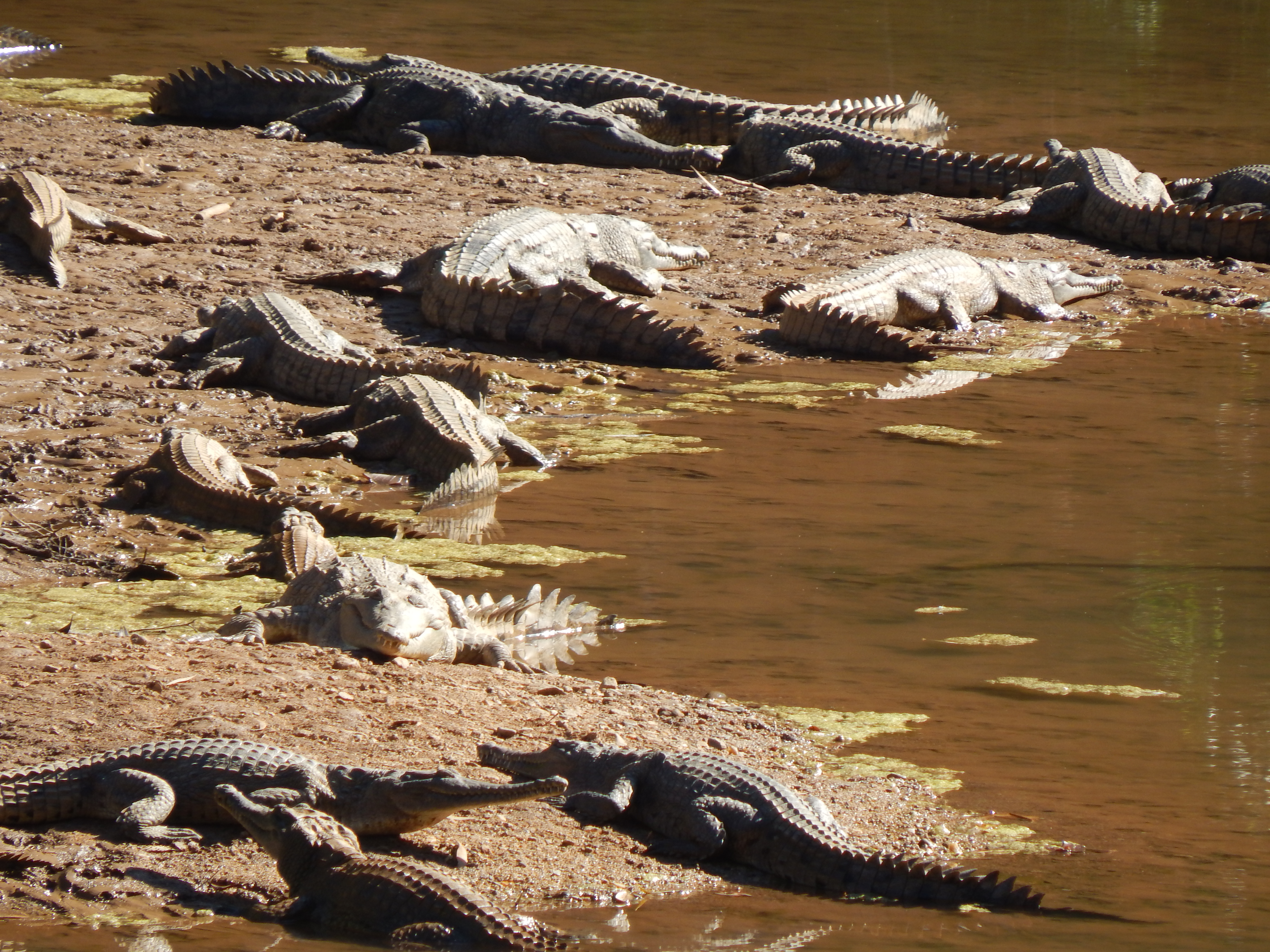
Plusieurs crocodiles de Johnston (freshwater crocodiles) dans le parc.

L'intérêt principal du parc est constitué par les gorges, taillées dans les récifs coralliens anciens de la Napier Range — vieille de 375 millions d'années, — par la Lennard River et qui atteignent parfois 100 mètres de large pour 30 mètres de hauteur. Elles ont une longueur de 3,5 km.
Des formations similaires sont observables dans les parcs nationaux de Tunnel Creek (en) et des gorges Geikie, voisins au sud-est. Les trois parcs forment le Devonian Reef Conservation Park.

## Transports
Le parc compte une piste d'atterrissage non asphaltée (Windjana Airstrip).